# グアダレーテ川
グアダレーテ川（グアダレーテがわ、スペイン語: Río Genil）は、スペイン・アンダルシア州カディス県を流れる河川。大西洋のカディス湾に注ぐ水系本流である。総延長は172km。流域面積は3,677km2。

## 地理

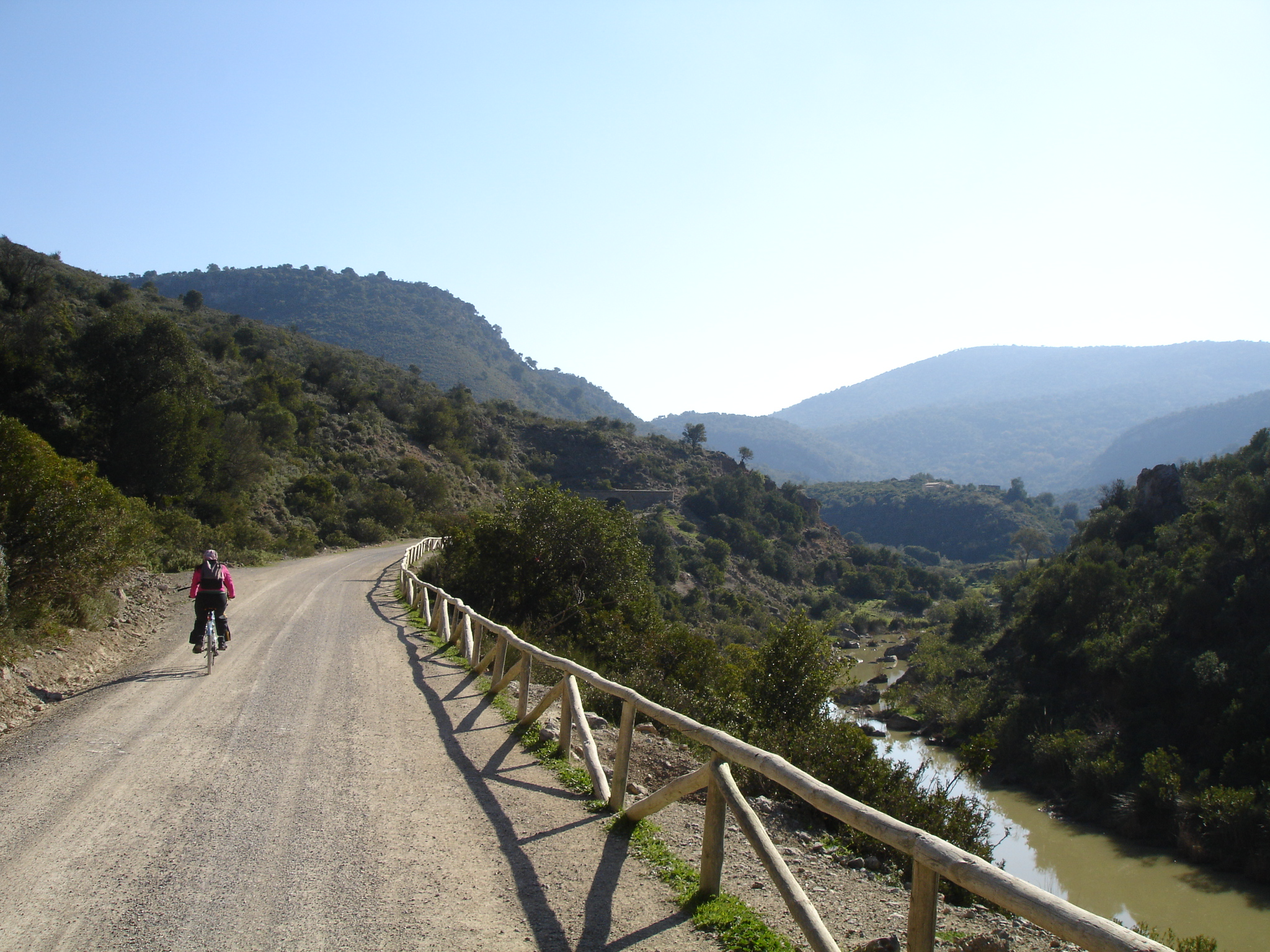
自転車道「ビア・ベルデ・デ・ラ・シエラ」

標高約1000mのグラサレーマ山地自然公園に端を発し、172kmを流れてから、カディス近郊のエル・プエルト・デ・サンタ・マリアで大西洋のカディス湾に注いでいる。
サアラ貯水池やボルノス貯水池など、ダムを有するいくつかの貯水池がある。グアダレーテ川沿いには放棄された鉄道路線を改修して整備された総延長36kmの自転車道「ビア・ベルデ・デ・ラ・シエラ」がある。
グアダルポルクン川やマハセイテ川などの支流があり、アルコス・デ・ラ・フロンテーラよりやや下流のフンタ・デ・ロス・リオスでグアダレーテ川に合流している。

## 歴史
711年または712年にはヘレス・デ・ラ・フロンテーラ近郊でグアダレーテ河畔の戦いが起こり、西ゴート王国軍がイベリア半島に侵攻してきたウマイヤ朝軍に敗れた。この戦いはイスラーム教徒によるイベリア半島征服の第一歩となった。かつてグアダレーテ川はキリスト教徒とムーア人の領域を分ける自然境界であり、Río de los Muertos（死者の川）という俗称を持っている。